# Shaolin vs. Wu-Tang
Shaolin vs. Wu-Tang – piąty album studyjny amerykańskiego rapera Raekwona członka Wu-Tang Clanu wydany 8 marca 2011 nakładem wytwórni Ice H2O oraz EMI Records. Gościnnie na albumie pojawili się Ghostface Killah, Method Man, GZA, Inspectah Deck, Raheem DeVaughn, Black Thought z grupy The Roots, jak również Lloyd Banks, Jim Jones, Rick Ross i Nas. Przy produkcji utworów brali udział m.in. Scram Jones, Erick Sermon, Cilvaringz, Bronze Nazareth, The Alchemist oraz Havoc z Mobb Deep.
Album zadebiutował na 12. miejscu notowania Billboard 200, oraz 3. miejscu Top R&B/Hip-Hop Albums, sprzedając się w ilości 29 000 egzemplarzy w pierwszym tygodniu. Pierwszym singlem promującym album był "Butter Knives" wyprodukowany przez Bronze Nazaretha, wydany w iTunes, 21 grudnia 2010. Tytułowy singel "Shaolin vs. Wu-Tang" ukazał się 11 stycznia 2011 i został wyprodukowany przez Scram Jonesa.

## Koncepcja
Ze względu na nieporozumienia w grupie przy wydawaniu albumu 8 Diagrams, które miały miejsce w 2007 roku Shaolin vs. Wu-Tang z początku miało być nowym wydawnictwem całej grupy bez udziału RZA'y. Dopiero w 2009 roku Raekwon postanowił wydać album jako swoją piątą solową płytę jednak wciąż bez udziału RZA'y. Raper w wywiadzie powiedział:

To nie atak na Wu-Tang. Chodzi o to, że Shaolin (tj. Staten Island) jest miejscem, a Wu-Tang ekipą, która się z niego wywodzi. To mój powrót do przeszłości - najpierw byłem bowiem MC, a dopiero później członkiem klanu. (…) Najpierw byłem częścią dzielnicy, mieszkałem w Shaolin. Ten album pokazuje moją uliczną naturę. To rzucanie wyzwania tej wielkiej stronie Wu-Tangu. Coś jak T.I. zrobił przy okazji "T.I. vs T.I.P.". Będą tam brzmienia przywołujące skojarzenia z Wu-Tang, ale także to, co najlepsze od Raekwona. (…) Wszystkim się spodoba.

## Lista utworów
| #                         | Tytuł                                                    | Producent       | Sample                                                                                      | Czas |
| ------------------------- | -------------------------------------------------------- | --------------- | ------------------------------------------------------------------------------------------- | ---- |
| 1                         | "Shaolin Vs. Wu-Tang"                                    | Scram Jones     |                                                                                             | 2:30 |
| 2                         | "Every Soldier In The Hood" (gośc. Method Man)           | Erick Sermon    |                                                                                             | 2:54 |
| 3                         | "Silver Rings" (gośc. Ghostface Killah)                  | Cilvaringz      | - Dalton & Dubarri – "I'm Just a Rock 'N' Roller" - Wu-Tang Clan – "As High as Wu-Tang Get" | 1:48 |
| 4                         | "Chop Chop Ninja" (gośc. Inspectah Deck oraz Estelle)    | Bluerocks       |                                                                                             | 4:24 |
| 5                         | "Butter Knives"                                          | Bronze Nazareth |                                                                                             | 2:47 |
| 6                         | "Snake Pond"                                             | Selasi          | - Isaac Hayes – "Breakthrough"                                                              | 2:29 |
| 7                         | "Crane Style" (gośc. Busta Rhymes)                       | Scram Jones     | - Johnny Pate – "Shaft in Africa" - Tan Dun – "Night Fight"                                 | 1:55 |
| 8                         | "Rock 'N Roll" (gośc. Ghostface Killah oraz Jim Jones)   | DJ Khalil       |                                                                                             | 5:40 |
| 9                         | "Rick and Black" (gośc. Nas)                             | LV & Sean C     |                                                                                             | 3:35 |
| 10                        | "From the Hills" (gośc. Method Man oraz Raheem DeVaughn) | Kenny Dope      | - Wu-Tang Clan – "Reunited"                                                                 | 2:55 |
| 11                        | "Last Trip To Scotland" (gośc. Lloyd Banks)              | Scram Jones     |                                                                                             | 2:42 |
| 12                        | "Ferry Boat Killaz"                                      | The Alchemist   | - O.V. Wright – "Afflicted" - Ennio Morricone – "I Comme Icare"                             | 2:00 |
| 13                        | "Dart School"                                            | Mathematics     | - Curtis Mayfield – "We the People Who Are Darker Than Blue"                                | 2:28 |
| 14                        | "Molasses" (gośc. Ghostface Killah oraz Rick Ross)       | Xtreme Beats    | - Ann Peebles – "Trouble, Heartaches & Sadness"                                             | 4:13 |
| 15                        | "The Scroll"                                             | Evidence        | - Incredible Bongo Band – "Apache" - Happy the Man – "New York Dream's Suite"               | 2:34 |
| 16                        | "Masters of our Fates" (gośc. Black Thought)             | Nova            | - Ennio Morricone – "Man With a Harmonica"                                                  | 3:22 |
| 17                        | "Wu Chant Outro"                                         |                 | - Ennio Morricone – "The Ecstasy of Gold"                                                   | 0:42 |
| Dodatkowe utwory (iTunes) |                                                          |                 |                                                                                             |      |
| 18                        | "Wu Crime" (gośc. GZA oraz Killah Priest)                | BT              |                                                                                             | 2:58 |
| 19                        | "Your World & My World" (gośc. Havoc)                    | Havoc           |                                                                                             | 4:23 |

## Notowanie
| Rok  | Album               | Notowanie | Notowanie | Notowanie | Notowanie | Notowanie | Notowanie |
| Rok  | Album               | USA 200   | USA R&B   | USA Rap   | USA Dig.  | USA Ind.  | UK R&B    |
| ---- | ------------------- | --------- | --------- | --------- | --------- | --------- | --------- |
| 2011 | Shaolin vs. Wu-Tang | 12        | 3         | 2         | 11        | 2         | 21        |